# Torre de la Chullera
La torre de la Chullera es una torre almenara situada en el litoral del municipio de Manilva, en la provincia de Málaga, Andalucía, España.
Tiene planta circular con una base de 7,45 metros de diámetro y una altura de 10 metros. Está situada en la punta de la Chullera, cerca del límite entre las provincias de Málaga y Cádiz. Fue construida a principios del siglo XVI. 
Al igual que otras torres almenaras del litoral mediterráneo andaluz, la torre formaba parte de un sistema de vigilancia de la costa empleado por árabes y cristianos y, como las demás torres, está declarada Bien de Interés Cultural. 